# Lambari d'Oeste
Lambari D'Oeste este un oraș în Mato Grosso (MT), Brazilia.